# 尼泊爾裂腹魚
尼泊爾裂腹鱼（学名：Schizothorax nepalensis）为輻鰭魚綱鯉形目鲤科裂腹鱼属的其中一種，該物種被IUCN列為極危保育類動物，分布於亞洲尼泊爾，體長可達7.9公分。
其种加词“nepalensis”意为“尼泊尔的”。